# Kvik (Elymus)
 For alternative betydninger, se Kvik. (Se også artikler, som begynder med Kvik)
Kvik (Elymus) er en slægt i græsfamilien (Poaceae).

## Arter
Her omtales kun de arter, som er vildtvoksende i Danmark.
- Strandkvik (Elytrigia juncea)
- Klitkvik (Elymus obtusiusculus)
- Stiv kvik (Elymus pungens)
- Almindelig kvik (Elymus repens) – Senegræs
- Hundekvik (Elymus caninus)

Hybrider
- Hybridkvik (Elymus farctus x repens)
- Elymus farctus x Leymus arenarius

Synonymer
Slægtens arter har tidligere været henført til Elytrigia, dette navn er stadig udbredt. En del arter er overført til slægten Agropyron.